# Ключ 133
Ключ 133 (трад. и упр. 至) — ключ Канси со значением «приезжать»; один из 29, состоящих из шести штрихов.
В словаре Канси есть 24 символа (из 49 030), которые можно найти c этим радикалом.

## История
Древняя идеограмма изображала стрелу у края земли, то есть «стрела, достигшая земли».
Современный иероглиф используется в значениях: «достигать, прибывать, доходить», «предел, лимит, высшая точка» и др.
В качестве ключевого знака иероглиф используется редко.

Вид в Цзиньвэнь
Вид в Цзягувэнь
Вид в большой печати Чжуаньшу
Вид в малой печати Чжуаньшу

В словарях находится под номером 133.

## Примеры иероглифов
| Доп. штрихи | Иероглифы   |
| ----------- | ----------- |
| 0           | 至          |
| 4           | 致          |
| 6           | 臵 臶 臷 臸 |
| 7           | 臹          |
| 8           | 臺          |
| 10          | 臻          |

- Примечание: Ваш браузер может отображать иероглифы неправильно.